# 弗龙蒂尼昂站
弗龙蒂尼昂站，是法国的一个铁路车站，位于法国南部海滨小城弗龙蒂尼昂。

## 位置
弗龙蒂尼昂站位于弗龙蒂尼昂市区的东部，塔拉斯孔－塞特铁路97.695公里点处，距离蒙彼利埃大约21公里。车站大致呈南北走向，正门开口朝西。

## 设施
弗龙蒂尼昂站设有人工售票窗口，其开放时间如下：
- 周一：7:05~12:00和14:00~16:00
- 周二至六：8:05~12:00和14:00~17:00
- 周日及节假日关闭。

此外，弗龙蒂尼昂站还设有自动售票机等设施。

## 停靠线路
以下列车线路在弗龙蒂尼昂站停靠：
| 弗龙蒂尼昂站列车线路表                            |      |                        |        |                 |
| 线路                                              | 车种 | 上一站                 | 下一站 | 大致运行频率    |
| 阿维尼翁/蒙彼利埃—纳博讷/佩皮尼昂/塞尔贝尔/波尔布 | TER  | 蒙彼利埃/维克-米尔瓦勒 | 塞特   | 每天14趟左右    |
| 马赛/尼姆—纳博讷/佩皮尼昂/塞尔贝尔/波尔布         | TER  | 蒙彼利埃/维克-米尔瓦勒 | 塞特   | 每天8趟左右     |
| 阿维尼翁/尼姆/蒙彼利埃—卡尔卡松/图卢兹            | TER  | 蒙彼利埃               | 塞特   | 每天5趟左右     |
| 芒德/阿莱斯—纳博讷                                | TER  | 蒙彼利埃               | 塞特   | 每天1~2趟       |
| 蒙彼利埃→圣谢利达普谢                             | TER  | 蒙彼利埃               | 塞特   | 每天1班（单向） |
| 1. 2. 3.                                          |      |                        |        |                 |

## 配套交通

### 长途客车
弗龙蒂尼昂站附近暂无固定长途客运线路，当铁路线施工或罢工时，SNCF可能会提供临时途径沿线的大巴车。

### 市内交通
| 弗龙蒂尼昂站附近的市内公共交通线路 |                  |                        |
| 公交车站名称                       | 位置             | 停靠线路               |
| Frontignan Gare SNCF 弗龙蒂尼昂站  | 弗龙蒂尼昂站门口 | 11路、12路、16路、17路 |
| 1.                                 |                  |                        |

### 社会车辆
弗龙蒂尼昂站门口设有社会车辆停车场，但停车位数量较少。

## 临近车站
| 弗龙蒂尼昂站（Gare de Frontignan） |                    |          |
| 上行车站                           | 线路               | 下行车站 |
| 维克-米尔瓦勒站                    | 塔拉斯孔－塞特铁路 | 塞特站   |
| - 本表仅显示运营中的线路及车站     |                    |          |